# Ian Kirkham
Ian Kirkham (Preston, 9 de Março de 1963) é um saxofonista britânico, integrante do grupo Simply Red desde 1986. 
Começou a aprender piano aos cinco anos e com onze, saxofone.